# Heterocompsa formosa
Heterocompsa formosa là một loài bọ cánh cứng trong họ Cerambycidae.